# ディアスポラ博物館

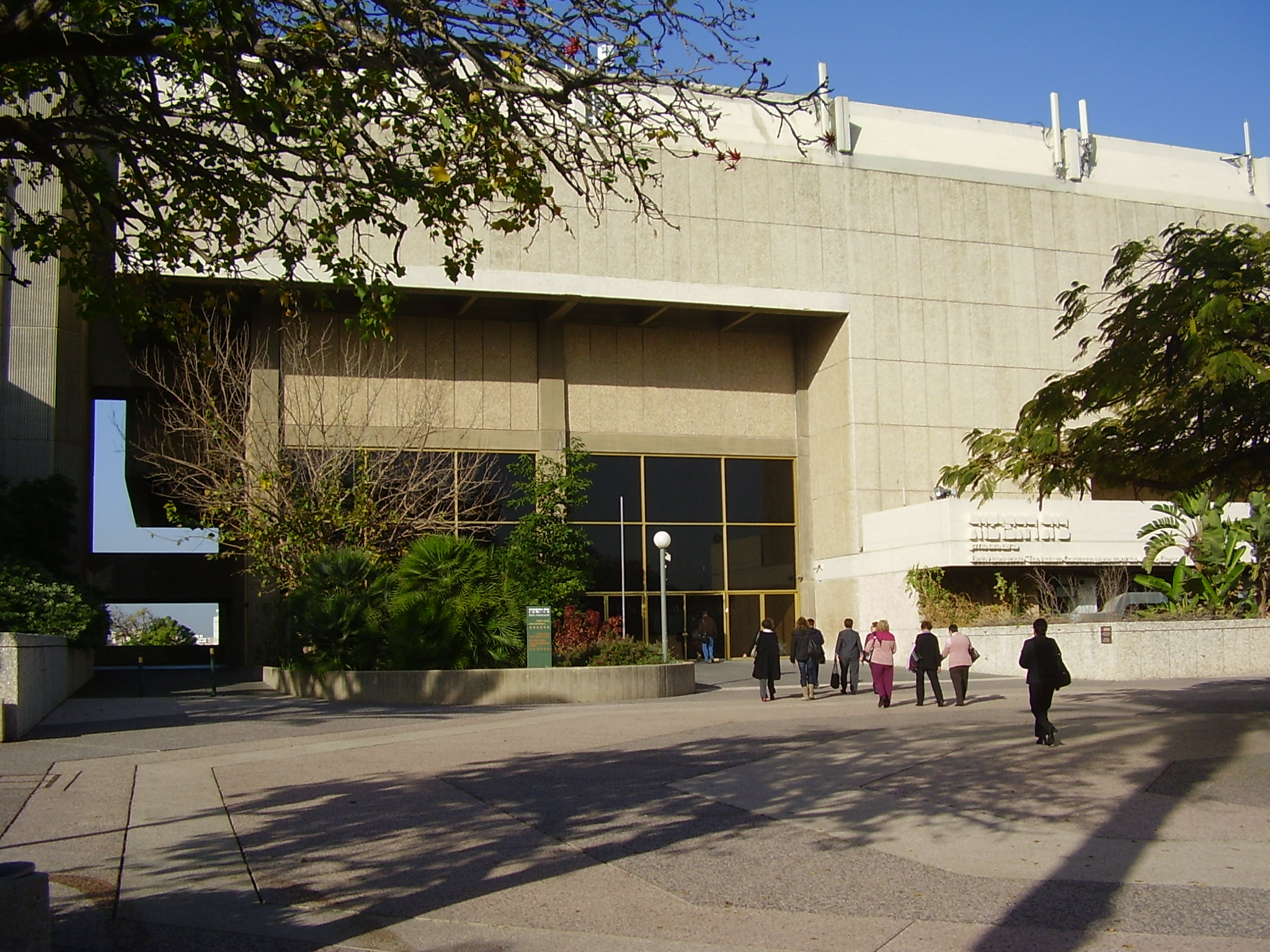
大学内のディアスポラ博物館

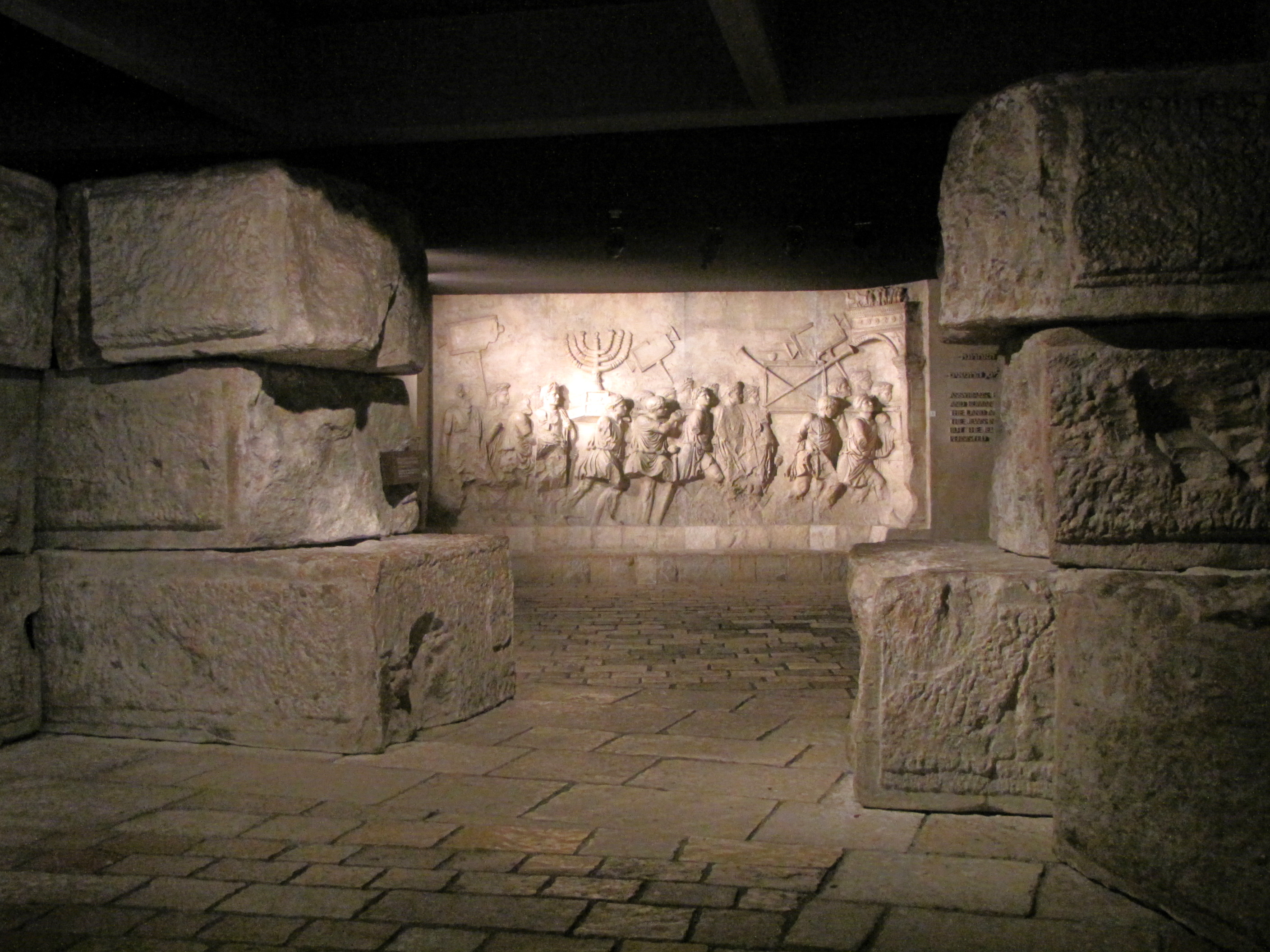
展示の先頭を切るローマの凱旋門（複製）

ディアスポラ博物館（ヘブライ語: בית התפוצות、英語: Beth ha-Tefutsoth ）とは、テルアビブのテルアビブ大学の構内に設置されたユダヤ人の歴史であるディアスポラの歴史を展示した博物館である。

## 概要
ディアスポラ博物館は1978年5月に世界ユダヤ人会議の創設者であり議長であったナウム・ゴールドマンの発案により開館した。開館当時の同博物館は世界においてもっとも革新的な博物館のひとつとしてみなされた。ユダヤ人がイスラエルの地から流浪してから現在に至るまでの世界各地におけるシナゴーグなどユダヤ人コミュニティに関する展示がなされている。イスラエル政府は、2011年に新しい技術を用いて同博物館を拡張して最新にする計画を承認した。